# Aron Demian
Aron Demian (n. 15 februarie 1891, Balșa, comitatul Hunedoara, Regatul Ungariei – d. 1970) a fost profesor, inspector general în învățământul secundar, director al liceului Aurel Vlaicu din Orăștie și a condus delegația din Orăștie și Plasa la Marea Adunare Națională de la Alba Iulia din 1 decembrie 1918.

## Biografie
A urmat, școala primară, liceul la Blaj și Facultatea de Litere și Filosofie la Cluj.
A activat în Garda Națională din Orăștie. După Unire a fost profesor, director la Liceul din Orăștie din 1919.

## Activitate politică
A condus delegația din Orăștie și Plasa Orăștie la Adunarea de la Alba Iulia din 1 decembrie 1918. A votat Unirea. La o tribună a difuzat pentru cetățeni hotărârea Adunării. A condus Liga Antirevizionistă, Frăția Ortodoxă Română și  Departamentul de Plasă Astra Orăștie.